# Mako Mermaids
Mako Mermaids – mořské víly z ostrova Mako (v anglickém originále Mako: Island of Secrets) je australský televizní seriál pro děti a mládež. Jedná se o spin-off seriálu H2O: Stačí přidat vodu. Seriál je vytvořen Jonathanem M. Shiffem ve spolupráci s Network Ten a Nickelodeon.
První řada měla premiéru v červenci 2013. Druhá řada měla premiéru v únoru 2015 a třetí řada byla zveřejněna 26. května 2016. V Česku jej od prosince 2013 vysílala stanice Disney Channel. Předabovanou druhou sérii Disney Channel začal odvysílat 24. května roku 2015.

## Děj
První řada se točí okola patnáctiletého teenagera jménem Zac (Chai Romruen), který se rozhodne během úplňku kempovat na ostrově Mako. Netuší však, že ho sledují tři mořské panny Sirena (Amy Ruffle), Nixie (Ivy Latimer) a Lyla (Lucy Fry), jejichž úkolem je ostrov chránit. Zac objeví vchod do jeskyně s kouzelným jezírkem a za svitu měsíce do něj spadne. Druhý den zjišťuje, že se po kontaktu s vodou promění v mořského muže s nadpřirozenými schopnostmi. Sirena, Nixie a Lyla jsou za své selhání při ochraně měsíčního jezírka potrestány tím, že je ostatní mořské panny vyženou z hejna. Pokud svůj čin chtějí napravit, musí si přičarovat nohy, vyhledat na pevnině Zaca a jeho schopnosti mu vzít. Tento plán je však složitější, než by se dalo čekat.
Druhá řada dále sleduje osudy Zaca a Sireny, kterou nyní doprovází dvě nové mořské panny Mimmi (Allie Bertram) a Ondina (Isabel Durant). Ty se rozhodnou vzít situaci ohledně Zaca do vlastních rukou a za pomoci kouzelného lektvaru se ho pokusí v měsíčním jezírku definitivně zbavit jeho schopností a ploutve. Vše se ale nečekaně zvrtne, když se v jezírku objeví i Zacova přítelkyně Evie (Gemma Forsyth). Nejenže Zac o své schopnosti nepřijde, ale z jeho přítelkyně se navíc stane mořská panna. Sirena, Mimmi a Ondina se tak dostávají do dalších potíží a jejich šance na znovuzískání domova na ostrově Mako se zdá být mizivá.
Třetí řada představí novou mořskou pannu jménem Weilan (Linda Ngo), na kterou v moři zaútočí děsivý vodní drak. Weilan, pronásledována drakem, prchá na Mako, kde se setká s Mimmi a Ondinou. Společně musí najít způsob jak draka porazit dřív, než on zničí vše, na čem tak tvrdě pracovaly. V posledních dvou epizodách třetí řady se vrátí postava Rikki Chadwickové (Cariba Heine) ze seriálu H2O: Stačí přidat vodu.

## Řady a díly
| Řada | Díly | První díl         | Poslední díl   | Premiéra v ČR     | Premiéra v ČR   |
| Řada | Díly | První díl         | Poslední díl   | První díl         | Poslední díl    |
| ---- | ---- | ----------------- | -------------- | ----------------- | --------------- |
| 1    | 26   | 26. července 2013 | 12. ledna 2014 | 31. prosince 2013 | 23. srpna 2014  |
| 2    | 26   | 15. února 2015    | 9. srpna 2015  | 24. května 2015   | 29. červen 2016 |
| 3    | 16   | 15. května 2016   | 28. srpna 2016 | nebylo vysíláno   | nebylo vysíláno |